# VLS-1 V01
VLS-1 V01 foi o primeiro lançamento do foguete VLS-1 realizado no dia 2 de novembro de 1997 no Centro de Lançamento de Alcântara visando colocar em órbita o satélite SCD-2A. O lançamento foi mal sucedido após o foguete ser remotamente destruído devido a ter se desviado de sua trajetória.

## Antecedentes e objetivos
O foguete VLS-1 foi originalmente proposto em 1979 como parte da Missão Espacial Completa Brasileira e tendo o seu primeiro lançamento originalmente planejado para 1989, depois 1990, 1994, 1995, e por fim em 1997 teve o seu primeiro protótipo pronto dentro da “Operação Brasil”, visando colocar em órbita o satélite SCD-2A, desenvolvido pelo INPE, e o de testar o veículo em situação de voo. O primeiro protótipo do VLS era 80% composto por tecnologias nacionais.
O satélite seria colocado em uma órbita a 750 quilômetros de altitude e no dia 20 de fevereiro o teste da separação da coifa já tinha sido realizado com sucesso. No dia 1 de julho os equipamentos foram enviados para a base de Alcântara e tanto o foguete e o satélite já estavam prontos em agosto de 1997. O lançamento teve o custo de R$ 16 milhões e visava mostrar a possíveis clientes a confiabilidade do foguete brasileiro, que por US$ 6,5 milhões, saía mais barato que o foguete estadunidense Pegasus, por US$ 15 milhões.
A Aeronáutica Brasileira barrou a presença da Imprensa e autoridades civis no lançamento, alegando “questões de segurança e falta de infraestrutura” para o recebimento da imprensa e convidados na base. Com isso, o presidente Fernando Henrique Cardoso teve sua visita na base adiantada para o dia 21 de outubro. Inicialmente o lançamento ocorreria no começo de setembro; porém, atrasos no centro e o fato do foguete ter sido atingido por um raio adiaram os preparativos. A AEB trabalhou com a Embratel e a Telebrás para transmitir o lançamento no país inteiro.
O lançamento deveria ter ocorrido no dia 26 de outubro de 1997, mas foi adiado na madrugada do mesmo dia devido a uma pane no radar doopler, feito pela empresa Thomson, que rastrearia o lançamento e identificaria a órbita do satélite. Se a próxima tentativa não ocorresse até o fim da janela prevista (10 de novembro), o foguete teria de ser posto na posição horizontal devido à instabilidade de seu combustível.

## Lançamento
No dia 2 de novembro, durante a contagem regressiva, o cronômetro teve de ser pausado por cerca de 15 minutos devido a um avião ter atravessado o espaço aéreo interditado.
As 10h25m (UTC-2) o foguete foi acionado com uma massa de 50 toneladas momento do lançamento. Em cerca de um minuto os técnicos notaram a existência de um problema no propulsor D, que levou o foguete a subir em uma inclinação. Apesar do veículo ter corrigido a inclinação, cerca de sete toneladas de peso morto desequilibraram a subida, o que levou, 65 segundos após o lançamento, a destruição remota de um satélite avaliado em US$ 5 milhões e um foguete de US$ 6,5 milhões. Foi posteriormente revelado que dos quatro propulsores, um não foi acionado, causando a saída da trajetória. O foguete foi destruído a 3,230 metros de altura e seus destroços caíram na zona marítima interditada a cerca de dois quilômetros da plataforma. No momento da destruição, o foguete estava a 700 km/h.
Foi realizada uma pausa de 15 minutos na cadeia de imagens operada pela Radiobrás e transmitidas para auditórios com convidados em Brasília, São Luís e São José dos Campos. No retorno da transmissão, o coronel Thiago da Silva anunciou o fracasso.

## Consequências
Luiz Gylvan Meira Filho, então presidente da Agência Espacial Brasileira, notou que o fato do foguete ter procurado corrigir sua trajetória foi um sucesso de engenharia. A investigação apontou que o mau funcionamento do “dispositivo mecânico de segurança”, que dificultou a transmissão da ordem pirotécnica, como responsável pelo acidente. Fabio Wagner Costa, do Centro Universitário de Brasília, relata que o teste foi considerado positivo, por ter permitido "a validação de componentes importantes, incluindo o sistema de controle".
Um professor do Instituto Tecnológico de Aeronáutica, falando de forma anônima para a mídia, disse que o acidente poderia ter sido evitado se o conjunto de propulsores tivesse sido testado com o sistema completo e de forma integrada, mas os testes do CTA só abordaram de forma separada. O “teste integrado” com os quatro propulsores somente ocorreu com o lançamento, ao contrário do que o ITA havia orientado. Os militares foram alertados sobre o risco de acidente meses antes do lançamento. Não foram realizados todos os testes no mecanismo de segurança responsável pelo acidente devido à pressão para realizarem o lançamento no prazo esperado.
O lançamento seguinte ocorreu em 1999, terminando com a destruição remota do veículo e o satélite SACI-2 cerca três minutos após a decolagem.

## Plano de voo original
| Tempo  | Evento                        | Resultado                                                |
| ------ | ----------------------------- | -------------------------------------------------------- |
| 00:00  | Lançamento do VLS-1           | Propulsor D não aciona, o que afeta a orientação do VLS. |
| 00:55  | Ignição do 2º estágio         | —                                                        |
| 00:65  | Destruição remota do foguete  | Destruição remota do foguete                             |
| 01:09  | Ignição do 3º estágio         | —                                                        |
| 02:11  | Separação da coifa            | —                                                        |
| 03:00  | Fim da queima do 3º estágio   | —                                                        |
| 03:08  | Separação do 3º estágio       | —                                                        |
| ~07:00 | Ignição do 4º estágio         | —                                                        |
| 09:00  | Injeção do satélite em órbita | —                                                        |

## Nota
1. ↑  Boa parte dos atrasos se devem ao embargo tecnológico que o Brasil sofreu do G-7. Isso somente se encerrou em 1995 quando o país assinou o tratado de não-proliferação de mísseis de alta destruição (MITCR).[3] Outro motivo foi a falta de recursos financeiros para o projeto.[8]
2. ↑  "Jornal do Brasil" disse que o foguete seria acionado pelo presidente Fernando Henrique Cardoso a partir do Palácio do Planalto através de um sistema de transmissão por satélite.[13]
3. ↑  A sequência do acidente é descrita de forma técnica em Palmerio 2017, pp. 136-139

## Ligação externa
- Reportagem da Globo sobre o acidente